# Маршо (фильм)
Ма́ршо (с чеч. — «Свобода») — чечено-грузинский короткометражный фильм 2003 года, поставленный режиссёром Мурадом Мазаевым. Первый фильм о чеченской войне, снятый чеченскими кинематографистами.

## Сюжет
Межвоенный период в Чечне, в классе хореографии женщины обсуждают вероятность начала новой войны. Сцена прерывается хроникой начавшейся второй чеченской войны.
Молодой житель деревни Микаэл, мечтающий стать художником, решает вступить в паравоенные формирования, чтобы сражаться против федеральный сил. Он прощается со своими родными и невестой, после чего уезжает вместе с другими боевиками на грузовике в дозор. После намаза боевики расходятся по разным направлениям, и Микаэл со своим напарником Нохой натыкается на автомобиль российских военных. Боевики вступают с ними в бой, Микаэлу удаётся убить пулемётчика, но после этого он сам получает смертельное ранение. Оставшиеся в живых федералы пытаются бежать с поля боя, но их настигает выстрел из гранатомёта, совершённый Нохой из засады — автомобиль взрывается, все находившиеся в нём солдаты мертвы.
Микаэл умирает на руках у Нохи, и завещает отдать свой автомат младшему брату. Чеченцы возвращаются в село с телом убитого товарища. Младший брат в ярости срывает с кепки погибшего брата ленту с шахадой.

## В ролях
- Мурад Мазаев — Микаэл
- Наталия Голиашвили
- Малика Голиашвили
- Адим Исаев
- Нино Коберидзе
- Карло Кублашвили
- Матиам Кублашвили
- Антония Лешова
- Мадина Магомадова
- Аламат Ламроев
- Заурбек Полонкоев

## История создания
Главную роль в фильме сыграл сам сценарист и режиссёр фильма — Мурад Мазаев (1976—2013). Рабочее название фильма — «Чеченец», однако впоследствии фильм получил название «Маршо» (с чеч. — «Свобода»).
Съёмки фильма были профинансированы английской актрисой Ванессой Редгрейв (известной своими симпатиями чеченскому сепаратизму), а также кавказской диаспорой в Турции (около 5000 долларов США), администрацией и преподавателями Тбилисского университета театра и кино. В целом бюджет картины составил примерно 16 тысяч долларов США 2003 года.
Фильм снимался в течение трёх лет. Съёмки фильма проходили на территории Панкисского ущелья в 2001 году, в них принимали участие как профессиональные грузинские актёры, так и простые беженцы из Чечни.
Батальных сцен почти нет, отчасти из-за скудного бюджета фильма, отчасти из-за того, что контролировавшие тогда ущелье боевики были категорически против.
Со слов Мурада Мазаева, фильм отчасти основан на реальных событиях — его однокурсник Алан, который должен был стать режиссёром, оставил учёбу в Тбилиси после гибели своей семьи в Чечне, присоединился к отряду боевиков Руслана Гелаева и погиб в бою с федеральными силами.
Премьера фильма состоялась 13 февраля 2003 года в Тбилисском кинотеатре «Элисо».

## Восприятие
По словам журналиста Бориса Манжукова, во время премьеры зрители по-разному восприняли идею фильма: одни увидели в нём протест против войны, по мнению других — борьба чеченского народа будет продолжаться. Финальная сцена, по словам самого Мурада Мазаева, трактуется двояко: одни считают, что в этот момент младший брат клянётся отомстить за старшего, другие утверждают, что он проклинает насилие и разочаровывается в вооружённом сопротивлении чеченцев федералам, однако сам режиссёр отказался давать комментарии по этому поводу и предложил зрителям самим делать для себя выводы.
По мнению Андрея Плахова, фильм «Маршо» политически ангажирован, использует неоригинальные художественные приёмы, заимствованные из грузинского кинематографа, и воспринимается «то ли не очень умелым, то ли сознательно сдержанным».

## Фестивали
Мурад Мазаев представлял «Маршо» на различных фестивалях, среди которых:
- Кинофестиваль в Локарно[10][11];
- Роттердамский кинофестиваль[источник не указан 711 дней];
- Киевский кинофестиваль «Молодость»[источник не указан 711 дней].